# Щецин (Люблінське воєводство)
Щецин (пол. Szczecyn) — село в Польщі, у гміні Госцерадув Красницького повіту Люблінського воєводства.
Населення — 532 особи (2011).
У 1975-1998 роках село належало до Тарнобжезького воєводства.

## Демографія
Демографічна структура станом на 31 березня 2011 року:
|          | Загалом | Допрацездатний вік | Працездатний вік | Постпрацездатний вік |
| -------- | ------- | ------------------ | ---------------- | -------------------- |
| Чоловіки | 264     | 54                 | 174              | 36                   |
| Жінки    | 268     | 50                 | 148              | 70                   |
| Разом    | 532     | 104                | 322              | 106                  |